# 佩德罗萨德尔雷
佩德罗萨德尔雷，是西班牙卡斯蒂利亚-莱昂巴利亚多利德省的一个市镇。总面积52平方公里，2001年普查人口總數為212人，人口密度為每平方公里4人。